# Бехен
Бехен (њем. Böhen) општина је у њемачкој савезној држави Баварска. Једно је од 52 општинска средишта округа Унтералгој. Према процјени из 2010. у општини је живјело 713 становника. Посједује регионалну шифру (AGS) 9778119.

## Географски и демографски подаци
Бехен се налази у савезној држави Баварска у округу Унтералгој. Општина се налази на надморској висини од 783 метра. Површина општине износи 20,5 km².

## Становништво
У самом мјесту је, према процјени из 2010. године, живјело 713 становника. Просјечна густина становништва износи 35 становника/km².